# Unrochides
Les Unrochides ou Hunrochides (Unruochinger en allemand) sont une famille de la noblesse franque établie en Italie, fondée par le comte Unroch (Unrocus comes mentionné dans les Annales regni Francorum en 811), l'un des paladins les plus importants de Charlemagne. D'elle sont issus un roi des Lombards puis empereur, Bérenger Ier, et Hunroch III, marquis de Frioul.

## Généalogie
```
Unroch
 († après 
811
), comte du 
Ternois
, comte en 
Alémanie
 en 
802
, se fait moine à 
Saint-Bertin

x Engeltrude, fille du comte 
Bégon de Paris
 (?)
│
├── 
Bérenger
 († 
837
), 
comte de Toulouse
 et 
duc de Septimanie

│
├── Adalard († 
864
), abbé laïc de 
Saint-Bertin
 et de 
Saint-Amand
 
│
└── 
Évrard
, 
marquis de Frioul
 († 
866
)
    x 
Gisèle (fille de Louis le Pieux)

    │
    ├── Évrard (
837
- † 
840
)
    │
    ├── 
Unroch
 
III
 de Frioul
 (v. 840 - † 
874
)
    │   x Ève de Tours
    │
    ├── 
Bérenger
 (v. 
843
 - † 
924
), marquis de Frioul, 
roi des Lombards
, puis 
empereur d'Occident

    │   x Bertille de Spolète
    │   │
    │   └── 
Gisèle de Frioul

    │       x 
Adalbert
, marquis d'
Ivrée

    │       │
    │       └── 
Bérenger
 
II
 (v. 
900
 - † 
966
), roi des Lombards en 
950
, ancêtre des 
comtes palatins de Bourgogne

    │
    ├── Adalhard († 
874
), abbé de 
Cysoing

    │
    ├── Raoul/Rodolphe († 
892
), abbé laïc 
de Saint-Bertin
, de 
Saint-Vaast
 d'Arras et de 
Cysoing
 
    │
    ├── Heilwide de Frioul (v. 
855
 - † v. 
895
) 
    │   x1 
Hucbald
 († 
890
), comte d'
Ostrevent
 
    │   │
    │   x2 
Roger
 († 926), 
comte de Laon
 
    │   │
    │   ├── 
Raoul
, comte d'Ostrevent, puis 
comte de Vexin

    │   │   │
    │   │   └── 
Maison de Vexin

    │   │
    │   └── 
Roger
 
II
, comte de Laon
    │
    ├── Judith († ap. 
895
)
    │
    ├── Ingeltrude de Frioul (v. 836 - † 867) épouse 
Henri
 (830 – 886), 
marquis de Neustrie
 
    │   │
    │   └── Hedwige, mariée à 
Otton
 
I
er
, 
duc de Saxe
 et mère d'
Henri
 
I
er
 l'Oiseleur
, 
roi de Germanie

    │
    └── Gisèle († v. 863), religieuse à l'
abbaye Saint-Sauveur de Brescia
.
```